# Hawker P.1072
El Hawker P.1072 fue un avión experimental británico de 1949 que sirvió como banco de pruebas para el motor acelerador de cohetes Armstrong Siddeley Snarler. Se trataba del prototipo del Hawker Sea Hawk modificado para instalar el cohete en la cola.

## Diseño y desarrollo
Después de la Segunda Guerra Mundial, Hawker estaba trabajando en un nuevo caza bajo su designación interna P.1040, que más tarde se convirtió en el Hawker Sea Hawk.
Armstrong Siddeley había comenzado a trabajar en 1946 para desarrollar un motor cohete de combustible líquido (para ser utilizado como unidad de aceleración para aviones de caza) para el Ministerio de Suministros. Para investigar la viabilidad de los aviones de combate propulsados por cohetes, el prototipo original del Sea Hawk, el VP401, se convirtió en un banco de pruebas para el motor cohete Armstrong Siddeley Snarler, además de su turborreactor Rolls-Royce Nene normal, convirtiéndose en el P.1072. El P.1040 tenía un escape dividido que dejaba espacio libre en la cola para la instalación del cohete.
El Snarler era alimentado por bomba en lugar de por presurización de los depósitos de combustible. La instalación del motor del cohete requirió un refuerzo considerable del fuselaje, así como de los sistemas neumáticos y de combustible completamente revisados. La capacidad de combustible del motor a reacción se redujo de 1520 L a 675 L y se instalaron dos depósitos para combustible de cohete. El depósito cilíndrico de oxígeno líquido en la parte delantera del fuselaje tenía una capacidad de 288 L, y el depósito de agua-metanol en la parte trasera del mismo tenía una capacidad de 460 L. Las diferencias externas se limitaban a una ligera protuberancia en la parte trasera del fuselaje, debajo del timón, y un carenado en la línea central inferior del fuselaje, que cubría las tuberías entre los depósitos y el motor del cohete en la cola.
El Rolls-Royce Nene 103 de 23,1 kN de empuje se utilizaba para los vuelos de traslado y para el despegue y ascenso inicial. El cohete Snarler, que desarrollaba 8,9 kN de empuje, se utilizó por primera vez en vuelo el 20 de noviembre de 1950. Hubo limitaciones en los seis vuelos que se realizaron utilizando el motor cohete antes de que una pequeña explosión dañara el avión. Poco después, el Gobierno británico decidió que se utilizarían turborreactores con poscombustión en lugar de la propulsión con cohetes.

## Especificaciones (P.1072)
Referencia datos: British Aircraft Directory

### Características generales
- Tripulación: Uno (piloto)
- Longitud: 11,5 m (37,6 ft)
- Envergadura: 11,1 m (36,5 ft)
- Altura: 2,7 m (8,8 ft)
- Superficie alar: 24,6 m² (264,7 ft²)
- Peso vacío: 5012 kg (11 046,4 lb)
- Peso cargado: 6577 kg (14 495,7 lb)
- Planta motriz: 1× turborreactor de flujo centrífugo Rolls-Royce Nene 103.
  - Empuje normal: 23 kN (2345 kgf; 5171 lbf) de empuje.
- Planta motriz auxiliar: 1x cohete de combustible líquido Armstrong Siddeley ASSn.1 Snarler de 8,9 kN (908 kgf; 2001 lbf) de empuje (2 min 45 s de encendido).
- Capacidad de combustible: 800 L de combustible de turbina; 340 L de oxidante de cohete; 550 L de combustible de cohete

### Rendimiento
- Velocidad máxima operativa (Vno): 890 km/h (553 MPH; 481 kt)
- Velocidad crucero (Vc): 719 km/h (447 MPH; 388 kt)
- Alcance: 560 km (302 nmi; 348 mi)
- Techo de vuelo: 13 600 m (44 619 ft)
- Régimen de ascenso: 25 m/s (4921 ft/min)
- Empuje/peso: 0,51

## Aeronaves relacionadas

### Desarrollos relacionados
- Saunders-Roe SR.53

### Secuencias de designación
- Secuencia P._ (interna de Hawker): ← P.1069 - P.1070 - P.1071 - P.1072 - P.1073 - P.1074 - P.1075 →